# František Bláha (malíř)
František Bláha (27. prosince 1893 Holešov – ?) byl český akademický malíř, legionář a československý důstojník.

## Život
František Josef Bláha se narodil v Holešově v rodině nádeníka Pavla Bláhy a jeho ženy Josefy, rodem Nesvadbové. Absolvoval holešovskou obecnou školu, poté pět tříd měšťanské školy a tři třídy reálky. Poté odešel do Prahy, kde v letech 1912–1915 studoval na Umělecko-průmyslové škole u K. V. Maška. Následně byl odveden do Rakousko-uherské armády, zařazen byl do 14. pěšího pluku. Zde bojoval na ruské frontě a v září roku 1915 padl v Lucku do zajetí. V roce 1916 se přihlásil do československého vojska v Rusku a byl zařazen do záložní roty 1. střeleckého pluku.
Do vlasti se vrátil v březnu roku 1920 jako praporčík Informačně-osvětového odboru československých legií v Rusku. V letech 1920–1921 opět studoval na pražské umělecko-průmyslové škole u K. V. Maška a poté nadále působil v československé armádě. Po nástupu komunistů k moci v roce 1948 byl perzekvován a kolem roku 1950 vězněn v táboře nucených prací uranových dolů v Jáchymově.

## Vyznamenání
- Bachmačská pamětní medaile
- Zborovská pamětní medaile